# Onthophagus lemekensis
Onthophagus lemekensis là một loài bọ cánh cứng trong họ Bọ hung (Scarabaeidae).